# 2023年山梨県議会議員選挙
2023年山梨県議会議員選挙（2023ねんやまなしけんぎかいぎいんせんきょ）は、2023年（令和5年）4月9日に投票が行われた山梨県議会の議員を改選するための一般選挙である。

## 概要
県議会議員の4年の任期満了に伴い、第20回統一地方選挙の一環で行われる選挙である。なお、山梨県議会議員選挙は1947年（昭和22年）4月に実施された第1回の選挙からいずれも統一地方選挙の日程で実施されている。
定数37に対し、前回よりも5名少ない48名が立候補。甲府市を含む8つの選挙区で23名の無投票当選が決まった。

## 基礎データ
- 選挙事由：任期満了
- 告示日：2019年3月31日
- 投票日：2019年4月9日
- 議員定数：37名
- 選挙区：16選挙区（うち8選挙区で無投票）
- 候補者数：48名（うち23人が無投票当選）
  - 各党候補者数：自由民主党19名、公明党1名、立憲民主党1名、日本共産党2名、無所属25名
- 当日有権者数：682,308人（無投票の選挙区含む）
  - 男：333,530人　女：348,778人（無投票の選挙区含む）

## 選挙結果
自民党 
 公明党 
 立憲民主党 
 共産党 
 無所属 
| 甲府市             | 宮本秀憲   | 望月大輔   | 佐野弘仁   |
| 甲府市             | 向山憲稔   | 臼井友基   | 土橋亨     |
| 甲府市             | 菅野幹子   | 寺田義彦   | 飯島修     |
| 富士吉田市         | 渡邊大喜   | 渡邊淳也   |            |
| 都留市・西桂町     | 水岸富美男 | 杉山啓     |            |
| 山梨市             | 飯島力男   | 古屋雅夫   |            |
| 大月市             | 卯月政二   |            |            |
| 韮崎市             | 小沢栄一   |            |            |
| 南アルプス市       | 名取泰     | 久保田松幸 | 藤本好彦   |
| 北杜市             | 福井太一   | 浅川力三   |            |
| 甲斐市             | 伊藤毅     | 山田一功   | 清水喜美男 |
| 笛吹市             | 志村直毅   | 中村正仁   | 大久保俊雄 |
| 上野原市・北都留郡 | 久嶋成美   |            |            |
| 甲州市             | 桐原正仁   |            |            |
| 中央市             | 河西敏郎   |            |            |
| 西八代郡・南巨摩郡 | 笠井辰生   | 長澤健     | 望月勝     |
| 中巨摩郡           | 石原政信   |            |            |
| 南都留郡           | 流石恭史   | 白壁賢一   |            |